# Черна садина
Черната садина (Chrysopogon gryllus) е многогодишно тревисто туфесто растение от семейство Житни.

## Описание
Стъблото му достига височина до 50 – 130 cm. Класчетата му са по 3 на обща дръжка. Те са линейни и с дължина около 1 cm. В основата са си със снопче златистожълти власинки. Цъфти през май-август.

## Разпространение
Расте върху сухи и каменисти места, ливади и пасища. В България се среща из цялата страна от 0 до 1300 m надморска височина.